# ミネアポリス・セントポール空港トラム
ミネアポリス・セントポール空港トラム（ミネアポリスセントポールくうこうトラム、英: Minneapolis–St. Paul Airport Trams）は、ミネアポリス・セントポール国際空港の旅行者を取り扱うAutomated People Mover (APM) であり、ペアで構成されている。
ハブ・トラムは、2004年に開業した'C' コンコースのピープル・ムーバーとともに、2001年に開業した、古い2つのシステムである。
両方ともメトロポリタン空港委員会 (MAC) の指揮の下、建設および運行されている。

## ハブ・トラム
ハブ・トラム（英: Hub Tram）は、当初2001年4月3日に開業した、空港にて運行されている2つのAPMシステムの最初のもの。
340m (1,100ft)の距離をカバーしており、ハブ・トラムは旅行者がリンドバーグ・ターミナルとレンタル・カー・サービス・カウンター、トランジット・センターおよびライト・レール駅とハブ・ビルとの間を、迅速に移動できるように設計されている。
ハブ・トラムは当初、2000年秋に開業予定であったが、コンピュータの不具合により開業を延期することとなった。
完成には2,500万ドル (US$) の建設費用がかかっており、当システムはコネチカット州ファーミントンのポマ＝オーティス・トランジット・カンパニーによって建設された。

## 'C' コンコース・ピープル・ムーバー
'C' コンコース・ピープル・ムーバー（英: 'C' Concourse People Mover）は、当初2004年5月5日に開業した、空港にて運行開始した2つのAPMシステムの2番目のものであった。
820m (2,700ft)の距離をカバーしており、当トラムはリンドバーグ・ターミナルのコンコース間を、迅速に旅客輸送できるように設計されていた。
当トラムは当初、2002年6月1日に開業予定であったが、コンピュータ・ソフトウェア問題および車両との衝突により開業を2004年に延期することとなった。
完成には3,600万ドル (US$) の建設費用がかかっており、当システムもまたコネチカット州ファーミントンのポマ＝オーティス・トランジット・カンパニーによって建設された。
当システムで利用されている4両の車両は、42km/h (26mph)の平均最高速度を有している。
空気クッション上で動作するハブ・トラムとは異なり、当システムはスティール＝オン＝スティール車両およびケーブル牽引を使用している。